# 타타대우모빌리티
타타대우모빌리티(Tata Daewoo Mobility, 구 대우상용차)는 인도 타타자동차 소유의 대한민국의 트럭 전문 자동차 제조 회사다.

## 역사
- 1972년 : 지엠코리아의 트럭부문을 설립하여 이스즈 자동차와 쉐보레의 부품을 도입하여 GMK, 이스즈, 쉐보레 등 상표의 트럭을 생산하기 시작
- 1973년 : 대형트럭 생산 개시
- 1983년 : 대우자동차-독일 MAN사 기술제휴
- 1983년 : 310마력 MAN엔진 탑재한 대우15톤 덤프트럭 출시
- 1989년 : 대우자동차와 스웨덴 볼보트럭 기술제휴으로 20.5톤 덤프 출시
- 1995년 : 대우중공업㈜의 상용차사업부문으로 대우상용차 설립
- 1995년 : '대우 차세대 트럭' 출시
- 1997년 : ISO14001 인증 획득
- 1998년 : 세계 최초 RHD트럭 출시
- 2000년 : 2001년형 대우 신형 차세대 트럭 출시
- 2002년 : 타타대우상용차 신설법인 설립 추진
- 2004년 : 대우상용차의 지분을 인도 타타 그룹이 100%인수하여 지금의 타타대우상용차(주)로 출범
- 2004년 : 차세대 트럭 '노부스' 유로3 출시
- 2005년 : 노부스 대형트럭 인도 뉴델리 신차 발표/노부스 중형트럭 신차 발표
- 2006년 : 1억불 수출 수상/LPG 트랙터 개발 완료
- 2007년 : 파키스탄 AFZAL MOTORS에 타타대우트럭 조립공장 준공/국내 완성차 업계 최초 ISO/TS 16949 인증 획득/국내 최대 규모, 극초장축 플러스 중형트럭(4.5톤/5톤)출시
- 2008년 : 유로4 친환경 ‘노부스’ 트럭 출시/국내 최초 4.5톤 LPG트럭 개발 및 2008세계 LPG포럼 출시/2억불 수출탑 수상
- 2009년 : 타타대우상용차 단일물량 최대 계약 체결/전북기업의 날 모범기업 수상/세계적 수준의 프리미엄 트럭 ‘프리마’ 출시/프리미엄 트럭 프리마 우수디자인(Good Design)대상 수상
- 2010년 : 프리미엄 트럭 프리마, 중형트럭 출시/타타대우상용차판매(주) 출범/프리마 유로5/노부스 유로5 트럭 출시/프리마 유로5 로드쇼/안전보건 경영 시스템(OHSAS 18001) 인증 획득/외국인 투자 우수기업 선정 (코트라 주최)
- 2011년 : 서울 모터쇼 참가/프리미엄 트럭 트레이닝 센터 오픈/교육기부 활성화를 위한 업무협약 체결(교육과학기술부, 한국과학창의재단, 타타대우상용차)
- 2012년 : 타타대우상용차, ‘희망나눔’ 장학금 수여/타타대우상용차 ‘프리마(PRIMA) 트럭’, 국내 자동차 최초로‘2012 독일 디자인 어워드(German Design Award)’ 선정/2013년형 프리마 & 노부스 트럭 출시/김관규 대표이사 취임/타타대우상용차, ‘대한민국 나눔 국민대상’ 수상/2012 전라북도 ‘산업평화 모범사업장’ 수상
- 2013년 : 프리마 중형 7.1톤 고하중 전축시스템 출시/프리마 중형 8.5톤/8톤 카고 국내 최초 출시/3억불 수출의 탑 및 금탑산업훈장 수상/군산직영정비사업소 신축 MOU체결(군산시)
- 2015년 : 2015년형 New 유로 6 프리마/노부스SE 트럭 국내 최초 출시(이탈리아 FPT사 이베코 엔진 탑재)
- 2017년 : 군납품용 등등의 특수용도로만 판매되던 AWD(4x4, 6x6) 모델 민간 판매 개시
- 2018년 : 2019년형 New 유로6 프리마 공개 (2018 코리안 트럭쇼)
- 2019년 : 프리마 LNG 트랙터 공개
- 2022년 : 대형트럭 맥쎈와 중형트럭 구쎈 출시
- 2024년 : 타타그룹 회장 겸 타타대우상용차 라탄 타타 명예회장 별세
- 2024년 : 창립30주년을 맞아, 사명을 타타대우모빌리티로 변경

## 생산 공장
- 전북특별자치도 군산시 (본사, 대한민국)

## 생산 차종
- 더 쎈 (타타 울트라 기반)
- 노부스
- 맥쎈
- 구쎈

## 단종 차종
- 대형트럭
- 차세대 트럭
- 프리마

## 같이 보기

### 일반 주제
- 한국지엠 - 대우자동차의 뿌리를 둔 업체이자 승용차 전문 생산 업체
- 대우그룹 - 대우자동차와 관련된 기업
- 자일대우버스 - 범 대우자동차 계열의 버스 업체
- 타타 자동차 - 타타그룹의 완성차 업체
- 재규어 랜드로버 - 타타그룹의 계열사

### 동종의 상용차 업체
- 현대자동차 - 트럭과 버스를 망라하게 생산하고 있음
- KGM커머셜 - 전기버스와 저상버스를 위주로 생산함
- 우진산전 - 굴절 저상버스를 위주로 생산함

## 갤러리

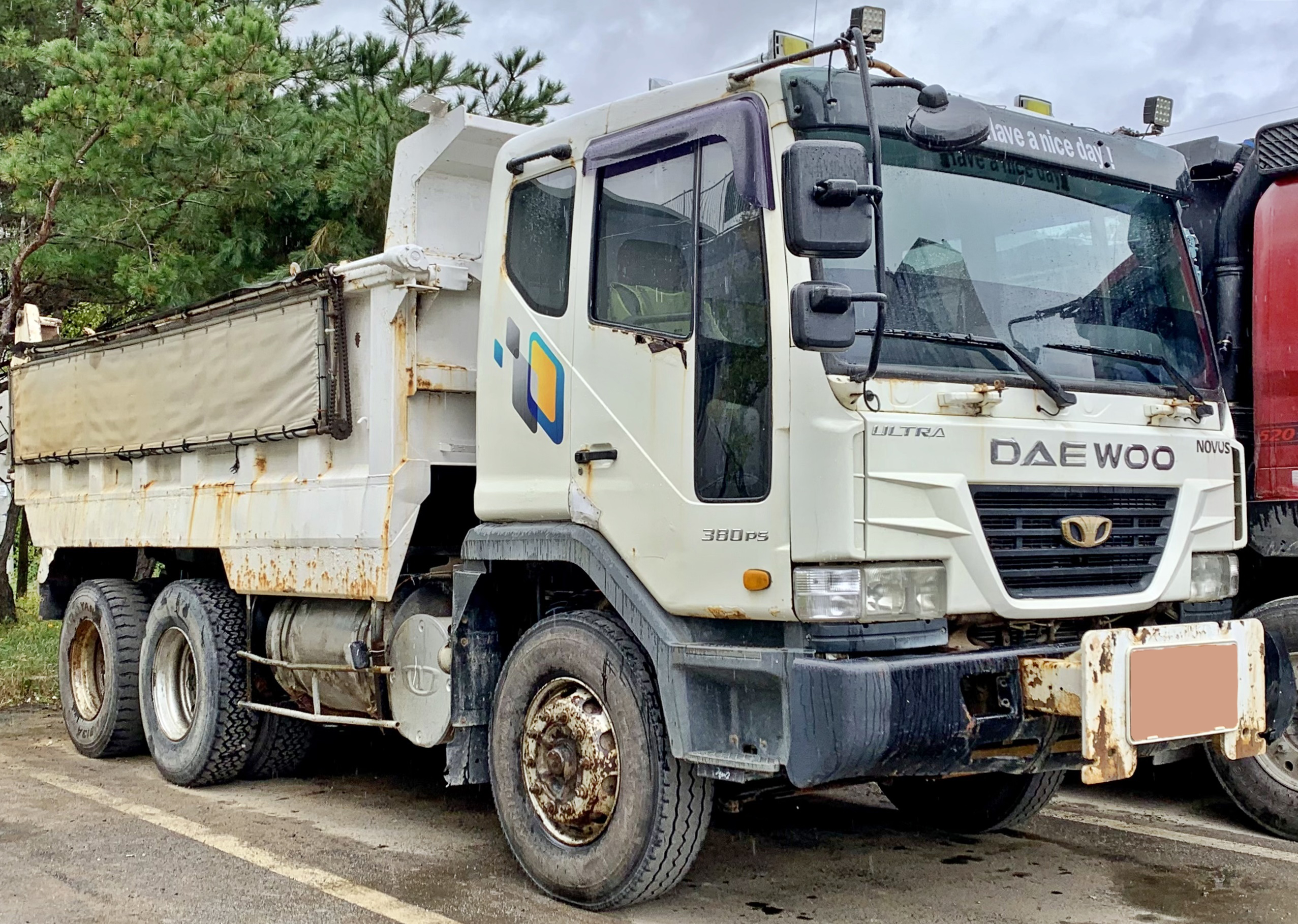
노부스
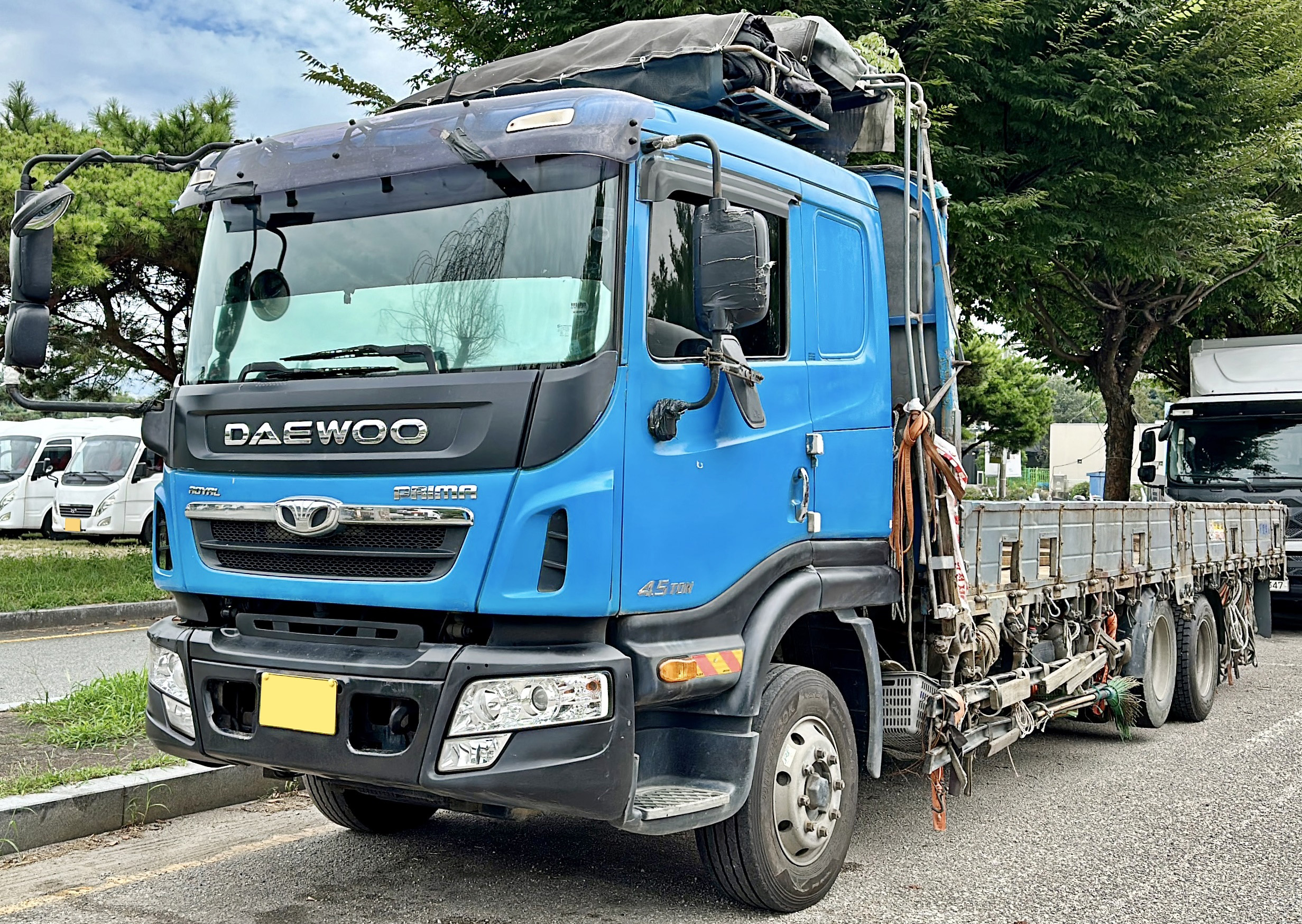
프리마
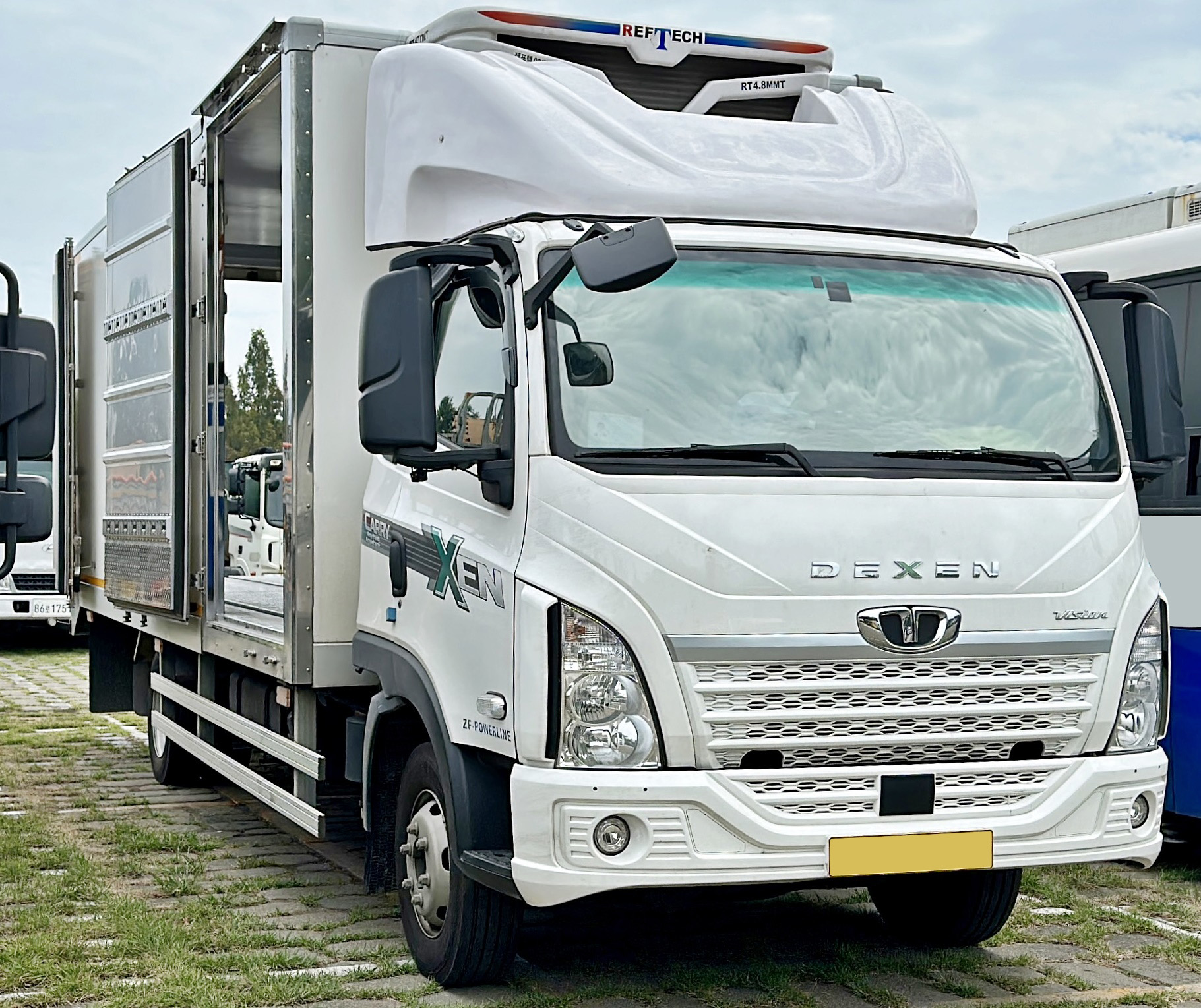
더쎈
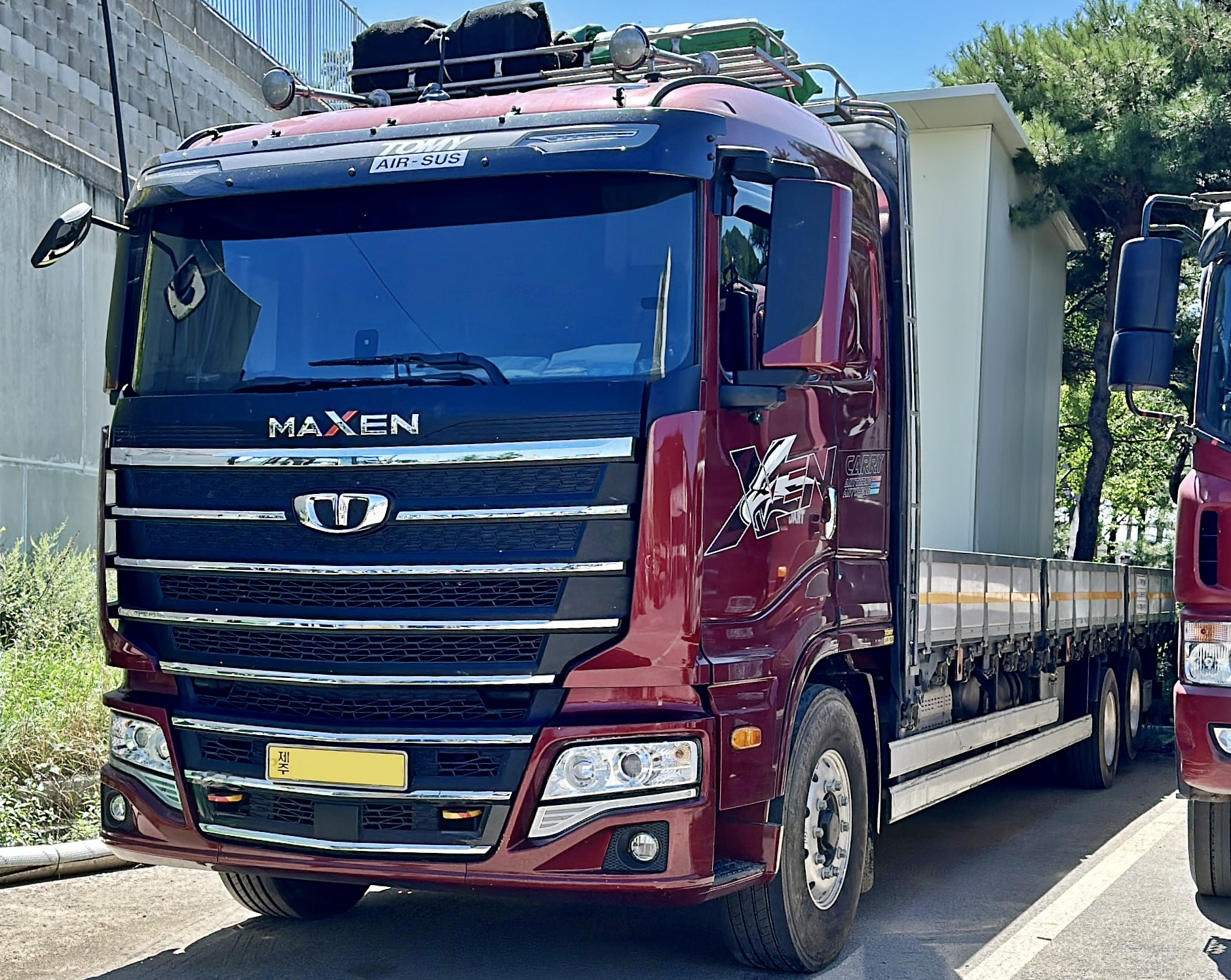
맥쎈